# Улица Владимира Неговского
Улица Владимира Неговского (укр. Вулиця Володимира Неговського) — улица в Новозаводском районе города Чернигова. Пролегает от улицы Красносельского до тупика, исторически сложившаяся местность (район) Забаровка. 
Примыкает улица Комко.

## История
После включения в декабре 1973 года посёлка Забаровка в состав города Чернигова, 10 апреля 1974 года получила название улица Семашко — в честь советского партийного и государственного деятеля, академика АМН СССР Николая Александровича Семашко, согласно решению Черниговского исполнительного комитета № 225. 
12 февраля 2016 года улица получила современное название — в честь доктора медицинских наук, академика АМН СССР, уроженца Черниговщины  Владимира Александровича Неговского, согласно Распоряжению городского главы В. А. Атрошенко Черниговского городского совета № 46-р «Про переименование улиц и переулков города» («Про перейменування вулиць та провулків міста»)

## Застройка
Улица пролегает в северо-восточном направлении. Парная и непарная стороны улицы заняты усадебной застройкой. 
Учреждения: нет